# Ујаска (Арђеш)
Ујаска (рум. Uiasca) насеље је у Румунији у округу Арђеш у општини Башков. Oпштина се налази на надморској висини од 289 m.

## Становништво
Према подацима из 2002. године у насељу је живело 859 становника, од којих су сви румунске националности.